# Mus musculus domesticus
El ratón doméstico de Europa occidental (Mus musculus domesticus) es una subespecie del ratón doméstico (Mus musculus). Algunas cepas de ratones de laboratorio, como C57BL/6, son domesticadas a partir de M. m. domesticus.

## Distribución
En Europa, M. m. domesticus habita en las partes occidental y meridional, mientras que otra subespecie, el ratón doméstico de Europa oriental (M. m. musculus), habita en Europa oriental y septentrional. La zona comprendida entre Escandinavia y el Mar Negro es una zona híbrida secundaria entre M. m. domesticus y M. m. musculus. M. m. domesticus también habita en Oriente Medio, el sur de Asia, el norte de África, América del Norte y algunas zonas de Latinoamérica y Oceanía.

## Relación con los humanos
M. m. domesticus es perjudicial para los humanos, ya que puede dañar la vegetación y los cultivos, afectando así las fuentes de alimento. Además, es una de las numerosas especies invasoras.